# Lena Horne
Lena Mary Calhoun Horne (født 30. juni 1917, død 9. maj 2010) var en amerikansk sanger og skuespillerinde.